# 中华人民共和国政府出资产业投资基金
政府出资产业投资基金，是指有政府出资，主要投资于非公开交易企业股权的股权投资基金和创业投资基金。政府出资资金来源包括财政预算内投资、中央和地方各类专项建设基金及其它财政性资金。

## 历史
2016年12月30日，国家发改委颁布了于2017年4月1日起实施的《政府出资产业投资基金管理暂行办法》，对政府出资产业投资基金的募集、登记和审查、投资限制、信息披露等方面做了规定。